# Nitreto de cálcio
Nitreto de cálcio é o composto com fórmula química Ca3N2.